# I'm a Train
«I'm a Train» es una canción interpretada por el cantautor británico-gibraltareño Albert Hammond. Fue publicada como sencillo el 30 de enero de 1974 en los Estados Unidos, y el 8 de marzo de 1974 en el Reino Unido.

## Recepción de la crítica
Un escritor no especificado de Record World le otorgó el certificado de “Hit of the Week”, y la describió como “una melodía vivaz tanto vocal como instrumentalmente”.

## Posicionamiento
| Gráfica (1974)                                | Pico de posición |
| --------------------------------------------- | ---------------- |
| Alemania (Official German Charts)             | 2                |
| Australia (Kent Music Report)                 | 85               |
| Bélgica (Flandes) (Ultratop 50 Singles)       | 9                |
| Bélgica (Valonia) (Ultratop 50 Singles)       | 22               |
| Canadá (RPM Top Singles)                      | 37               |
| Canadá (RPM Adult Contemporary)               | 32               |
| Estados Unidos (Billboard Hot 100)            | 31               |
| Estados Unidos (Billboard Adult Contemporary) | 15               |
| Noruega (VG-lista)                            | 7                |
| Nueva Zelanda (Listener)                      | 7                |
| Países Bajos (Single Top 100)                 | 7                |
| Suiza (Schweizer Hitparade)                   | 3                |